# جو كيلي (كاتب)
جو كيلي (بالإنجليزية: Joe Kelly)‏ هو كاتب أمريكي، ولد في 1954 في نيوجيرسي في الولايات المتحدة.

## وصلات خارجية
- الموقع الرسمي